# Arne Brenna
Arne Ludvig Brenna, född 1917, död 2005, var en norsk konsthistoriker.
Brenna forskade inom antiken, den danska guldåldern och nyare norsk konst, i synnerhet Gustav Vigeland och dennes samtid. Han var 1958–1962 föreståndare för konsthistoriska institutionen vid universitetet i Oslo och 1972–1986 försteamanuens.
Brenna engagerade sig för stadsplaneringsfrågor i Oslo, i synnerhet i samband med ändringsplanerna för Studenterlunden och Slottsplassen, och bidrog väsentligt till att dessa ej kom att genomföras. Selskabet for Oslo Byes Vel tilldelade honom år 1994 hederspriset Bypatrioten i erkännande av hans engagemang.